# Bourmont-entre-Meuse-et-Mouzon
Bourmont-entre-Meuse-et-Mouzon es una comuna nueva francesa situada en el departamento de Alto Marne, en la región de Gran Este.

## Historia
Fue creada el 1 de junio de 2016, en aplicación de una resolución del prefecto de Alto Marne de 23 de mayo de 2016 con la unión de las comunas de Bourmont y Nijon, pasando a estar el ayuntamiento en la antigua comuna de Bourmont.
El 1 de enero de 2019 se incorporó la comuna de Goncourt.

## Composición
| Comuna delegada | Código INSEE | Población (2014) | Superficie (km²) | Densidad (hab./km²) |
| --------------- | ------------ | ---------------- | ---------------- | ------------------- |
| Bourmont        | 52064        | 493              | 16.07            | 31                  |
| Nijon           | 52351        | 83               | 7.71             | 11                  |
| Goncourt        | 52225        | 268              | 18.77            | 14                  |